# سان ميشيل سوس بويز
سان ميشيل سوس بويز (بالفرنسية: Saint-Michel-sous-Bois)‏ هي بلدية تقع في إقليم باد كاليه من منطقة نور با دو كاليه في شمال فرنسا. تبلغ مساحة هذه المدينة 5.66 (كم²)، وترتفع عن سطح البحر 94 م، يبلغ عدد سكانها 112 نسمة حسب إحصاء المعهد الوطني للإحصاء والدراسات الاقتصادية سنة 2009 م. وترأس René Lecerf البلدية خلال فترة (2001-2008).